# طيران سيشل
طيران سيشل هي الناقل الوطني لجمهورية سيشل و يقع مقرها في مطار سيشل الدولي في جزيرة ماهيه. تعتبر طيران سيشل حاليا واحدة من بين شركتي طيران في أفريقيا ذو تصنيف أربعة نجوم حسب تصنيف سكايتراكس.

## شؤون الشركة

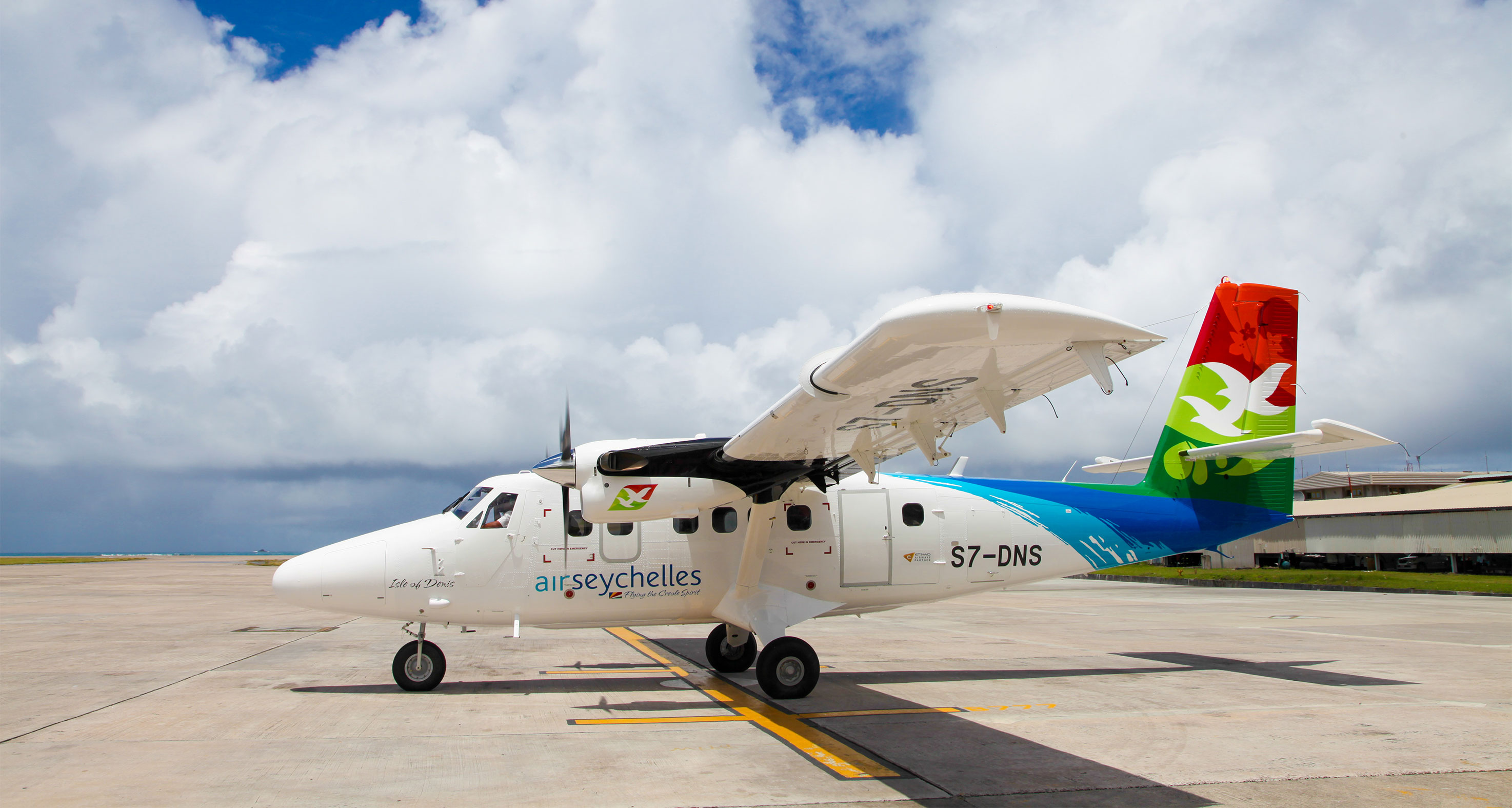
طائرة من طراز دي إتش سي 6 تابعة لطيران سيشل

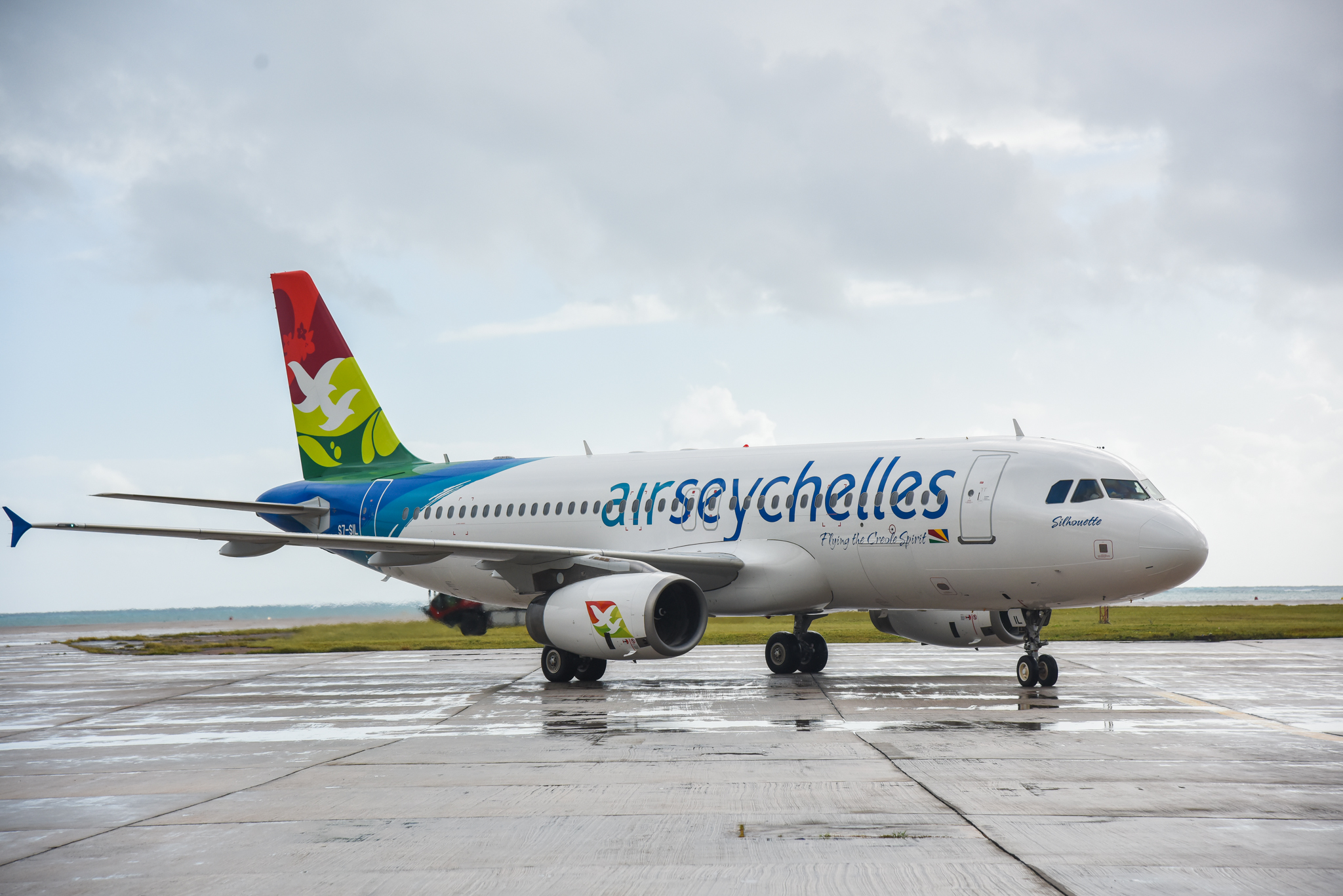
طائرة من طراز إيرباص إيه 320 تابعة لطيران سيشل

### الملكية
أُنشئت شركة طيران سيشل وامتلكتها في الأصل حكومة سيشل، بعد أن قامت بشراء ودمج العديد من مشغلي الطائرات الصغيرة في شركة طيران واحدة. بعد مشاكل في الإدارة، استحوذت شركة الاتحاد للطيران على حصة 40٪ في طيران سيشل في عام 2012، في صفقة قيمتها 45 مليون دولار. أعلن الاتحاد للطيران ببيع حصتها البالغة 40٪ إلى حكومة سيشل مقابل دولار واحد في 1 مايو 2021.

### اتجاهات الأعمال
الاتجاهات الرئيسية لشركة طيران سيشل خلال السنوات الأخيرة موضحة أدناه:
|                                   | 2012 | 2013        | 2014              | 2015  | 2016          | 2017   | 2018          |
| --------------------------------- | ---- | ----------- | ----------------- | ----- | ------------- | ------ | ------------- |
| حجم الأعمال (مليون دولار أمريكي)  | 42.8 | 88.7        | 106.9             | 105.4 |               |        |               |
| صافي الأرباح (مليون دولار أمريكي) | 1.1  | 3.0         | 3.2               | 2.1   |               |        |               |
| عدد الموظفين (في نهاية العام)     | 536  | 629         | 650               | 727   | 787           |        | 725           |
| عدد الركاب (بالآلاف)              | 241  | 352         | 412               | 523   | 550           |        | 455           |
| عدد الطائرات (في نهاية العام)     |      |             | 10                |       |               | 10     | 7             |
| ملاحظات                           |      | [ 4 ] [ 5 ] | [ 6 ] [ 7 ] [ 8 ] | [ 9 ] | [ 10 ] [ 11 ] | [ 12 ] | [ 13 ] [ 14 ] |

## الوجهات
يقدم طيران سيشل خدماته للوجهات التالية في يناير 2020:
| الدولة                   | المدينة        | المطار                             | ملاحظات        | Ref           |
| ------------------------ | -------------- | ---------------------------------- | -------------- | ------------- |
| الهند                    | مومباي         | مطار تشاتراباتي شيفاجي الدولي      |                | [ 17 ]        |
| مدغشقر                   | أنتاناناريفو   | مطار إيفاتو الدولي                 | رحلات موسمية   | [ 18 ]        |
| موريشيوس                 | بورت لويس      | مطار سير سيووساغور رامغولام الدولي |                |               |
| سيشل                     | Bird Island ‏   | Bird Island Airport                | Charter        | [ 15 ] [ 16 ] |
| سيشل                     | Denis Island   | Denis Island Airport               | Charter        | [ 15 ] [ 16 ] |
| سيشل                     | D'Arros Island | D'Arros Island Airport             | Charter        | [ 15 ] [ 16 ] |
| سيشل                     | ماهيه          | مطار سيشل الدولي                   | محور خطوط جوية |               |
| سيشل                     | براسلين        | Praslin Island Airport             |                |               |
| جنوب أفريقيا             | جوهانسبرغ      | مطار أوليفر ريجنالد تامبو          |                | [ 19 ]        |
| الإمارات العربية المتحدة | أبو ظبي        | مطار أبو ظبي الدولي                | منتهية         | [ 20 ]        |

### اتفاقيات الرمز المشترك
أبرمت طيران سيشل اتفاقية الرمز المشترك مع شركات الطيران التالية:
- طيران الهند
- خطوط جنوب أفريقيا الجوية

## الأسطول الحالي

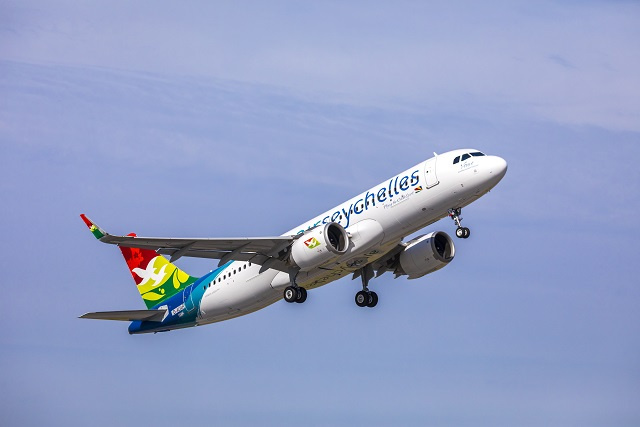
طائرة إيرباص إيه 320 نيو تابعة لطيران سيشل

اعتبارًا من مايو 2020 يتكون أسطول طيران سيشل من الطائرات التالية:
| الطائرة                                | في الخدمة | مطلوبة | الركاب       | الركاب   | الركاب  | ملاحظات |
| الطائرة                                | في الخدمة | مطلوبة | رجال الأعمال | السياحية | المجموع | ملاحظات |
| -------------------------------------- | --------- | ------ | ------------ | -------- | ------- | ------- |
| عائلة إيرباص إيه 320 نيو               | 2         | —      | 12           | 156      | 168     |         |
| دي هافيلاند كندا دي إتش سي 6 توين أوتر | 5         | —      | –            | 19       | 19      |         |
| المجموع                                | 7         |        |              |          |         |         |